# Dipturus batis
Espèce
Statut de conservation UICN

 CR A2bcd+4bcd : 
En danger critique
Le pocheteau gris (Dipturus batis) est une espèce de raies appartenant à la famille des Rajidae.

## Menaces et conservation
L'UICN (22 janvier 2023) classe l'espèce en catégorie CR (en danger critique) dans la liste rouge des espèces menacées. Le pocheteau gris est une victime collatérale d'engins de pêches non sélectifs, tels que les filets emmêlants ou les palangres. Leurs populations semblent avoir diminué d'au moins 80 % en 60 ans.